# Moselfähre Koblenz-Lay

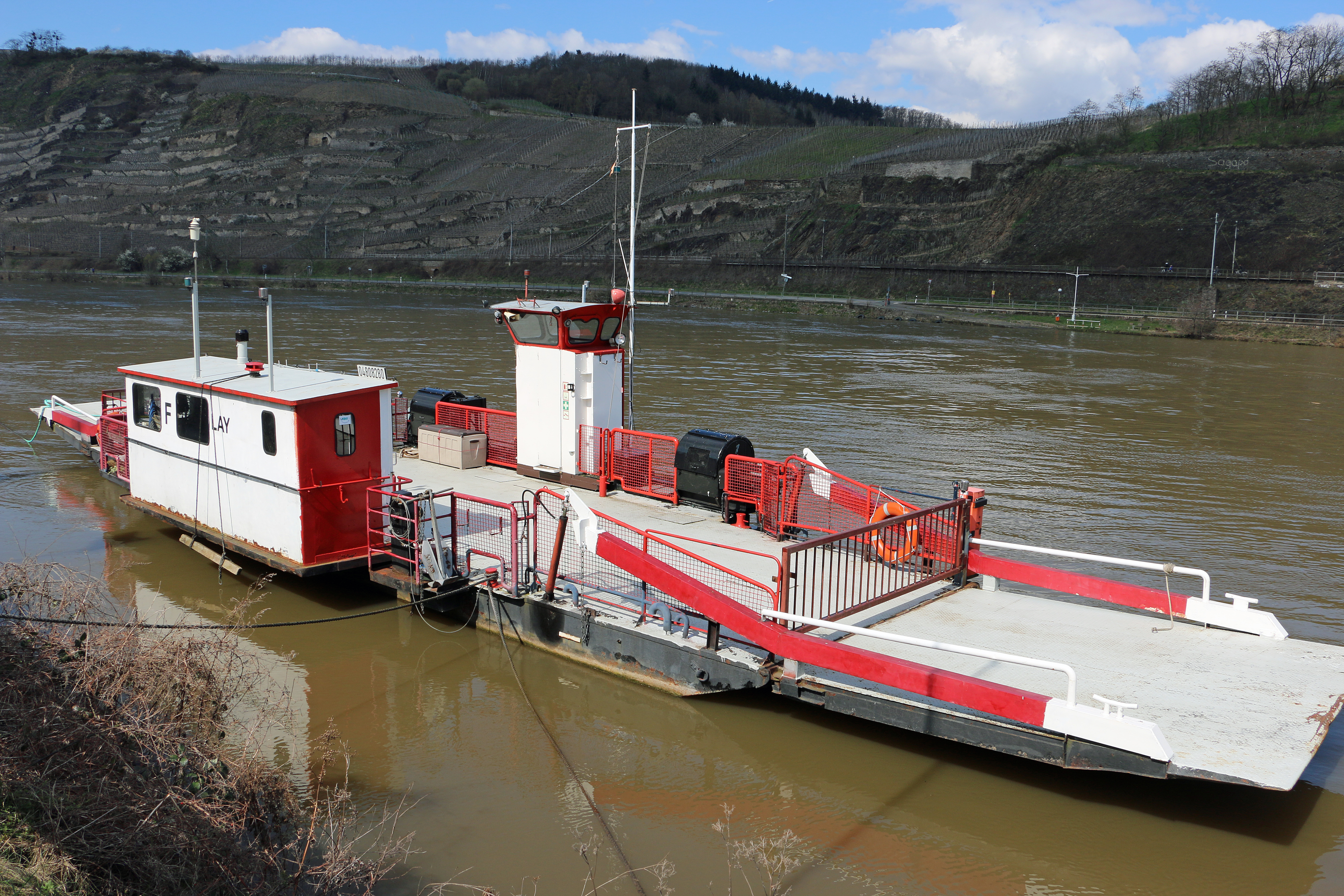
Die Moselfähre Koblenz-Lay

Die Moselfähre Koblenz-Lay verkehrte auf der Mosel in Koblenz bei Kilometer 9,05 und verband die Stadtteile Lay und Güls. Bereits seit dem 14. Jahrhundert ist eine Fährverbindung in Lay urkundlich bezeugt. Die Fährverbindung wurde 2013 eingestellt.

## Geschichte
Die Fähre stellte für die Layer Bürger vom Mittelalter bis in die jüngste Zeit eine wichtige Verbindung dar, um zu ihren Weinbergen und Feldern auf der gegenüberliegenden Moselseite zu gelangen. In Urkunden über die Veräußerung von Weinbergen am Felsen gegenüber der Fähre von Lay an das Koblenzer Stift St. Kastor im Jahr 1320 und 1321 wurde die Moselfähre erstmals erwähnt. Eine weitere Urkunde vom 6. Juli 1342 und ein Kaufbrief vom 28. Februar 1345, ausgestellt vom kaiserlichen Notar Heinrich von Winningen, bezeugt die Existenz des Flussübergangs.
Die erste mittelalterliche Fähre war ein traditionell aus Eichen gefertigter Nachen, der mit Muskelkraft durch Rudern oder Stochern mit einer langen Stangen angetrieben wurde und so Personen und Vieh zur anderen Moselseite beförderte. Er wurde von einem Ferger (Fährmann) und einem Fährgehilfen betrieben. Das Fährregal sicherte dem Ferger und dem Ort ein sicheres Einkommen. Die damals noch nicht kanalisierte Mosel mit ihren gefährlichen Strömungen, aber auch Überladungen, verursachten, dass der Nachen des Öfteren kenterte. Ein aus dem 18. Jahrhundert überlieferter Pachtvertrag belegt die Regelungen für den Fährbetrieb. Hier wurden die Tarife für das Übersetzen, aber auch das Verhalten des Fährmanns geregelt. Für den Nachen und die mitzuführende Ausrüstung gab es Sicherheitsbestimmungen.
Die Fähre wurde im Laufe der Zeit zu einem breiter und flacher gebauten Traubert oder Trupert umgebaut, der mehr Last tragen konnte. Der Besitz ist in einem Weistum aus dem Jahr 1556 für die Layer Fähre belegt. Diese wurde dann von der größeren Schalde abgelöst, die jetzt kleinere Fuhrwerke und Kutschen transportieren konnte. Da die Überfahrt für den Fährmann immer schwieriger wurde, hängte man die Fähre an Seile an. Aber auch diese sogenannte Gierponte war nicht ungefährlich und kenterte gelegentlich. Die Seile waren hoch über dem Fluss gespannt, um der Moselschifffahrt und dem im 19. Jahrhundert aufkommenden Dampfschiffverkehr nicht im Weg zu stehen. Zu Beginn des 20. Jahrhunderts wurde die hölzerne durch eine eiserne und größere Schalde ersetzt, um nun auch Lastkraftwagen transportieren zu können.
Die zuletzt eingesetzte Autofähre „Lay“ wurde seit 1981 verwendet. Sie war ursprünglich eine Gierponte und wurde in Kobern-Gondorf unter dem Namen „Gondorf“ eingesetzt. Sie wurde 1931 auf der Werft Gauhe & Gockel in Lahnstein erbaut und war bis 1976 zwischen Gondorf und Niederfell im Einsatz. Mit dem Ausbau der Mosel zur Großschifffahrtsstraße 1958–1964 wurde sie motorisiert. Mit Bau der Moselgoldbrücke wurde sie nach Winningen verkauft und dort mit einem zweiten Motor samt Schottelantrieb ausgestattet zur freifahrenden Fähre umgebaut. Im Jahr 1981 wurde sie nach Koblenz verkauft und ersetzte die in Lay eingesetzte und an einem Hochseil hängende alte Fähre. Seit Bau der zweiten Moselbrücke in Koblenz, der 1990 fertiggestellten Kurt-Schumacher-Brücke, wurde die Layer Fähre nur noch in den Sommermonaten genutzt.

## FährschiffLay
Das zuletzt eingesetzte und 1931 gebaute Fährschiff Lay ist 24,53 m lang und 6,6 m breit, der Tiefgang beträgt 0,60 m. Es hat eine Ladefläche von 63 m² bei einer Tragfähigkeit von 12 Tonnen. Somit konnten 50 Personen oder drei Personenkraftwagen befördert werden. Wenn nur ein einzelnes Fahrzeug transportiert wurde, konnte dieses bis zu 9 Tonnen zulässiges Gesamtgewicht haben. Als Antrieb nutzte das Fährschiff zwei Schottel-Ruderpropeller, die ihre Kraft von zwei Deutz 3-Zylinder-Diesel mit jeweils 22 kW erhielten.
Nach seiner Sanierung ist ein Rücktransport nach Lay vorgesehen und die Aufstellung im öffentlichen Raum angedacht.